# Créuse fille d'Érechthée
Pour les articles homonymes, voir Créuse.
Dans la mythologie grecque, Créuse (en grec ancien Κρέουσα / Kréousa), fille d'Érechthée (roi d'Athènes) et de Praxithée, est la femme de Xouthos (roi d'Iolcos puis d'Athènes).
À cause de son jeune âge, elle échappa au sort de ses sœurs qui s'offrirent en victimes expiatoires lors de la guerre contre Eumolpos. La légende raconte qu'elle avait été séduite par Apollon dans sa jeunesse, dans une grotte de l'Acropole d'Athènes et conçut de cette union avec le dieu un fils, Ion, qu'elle abandonna. Mais il fut recueilli par Hermès qui le déposa devant le temple de Delphes où il fut recueilli par la Pythie. Mariée à Xouthos elle subit une longue période de stérilité et ne conçut ses deux autres enfants, Achaïos et Diomédé, qu'après un pèlerinage à Delphes où elle retrouva son fils Ion.
Euripide a repris la trame de ce mythe dans Ion.